# Новомихайловское (Кущёвский район)
Новомихайловское — село в Кущёвском районе Краснодарского края.
Административный центр Новомихайловского сельского поселения.

## География
Расположен на возвышенном берегу реки Куго-Ея (приток реки Ея )

### Улицы
| - пер. Кубанский, - пер. Почтовый, - пер. Речной, - пер. Степной, - пер. Фестивальный, | - ул. 40 лет Победы, - ул. Дружбы, - ул. Красная, - ул. Молодёжная, - ул. Набережная, | - ул. Новая, - ул. Северная, - ул. Солнечная, - ул. Трудовая, - ул. Школьная. |

## Известные уроженцы
🔹Феденко А. - засл.артист РФ
🔹Милько Е. - подполковник, мастер спорта по волейболу
🔹Зотов А.Б. - Российский государственный деятель
🔹Пономаренко Б. - герой соц.труда
🔹Геливеров Н. - награждён орденом Ленина

## Население
| 2002 | 2010  |
| ---- | ----- |
| 1292 | ↘1163 |